# Rockin’on Inc.
A rockin’on inc. (株式会社ロッキング・オン) japán lapkiadó és eseményszervező vállalat, a Rockin’on Japan és számos más zenei magazin kiadója.

## Kiadott magazinjai
- Rockin’on (havilap, nyugati zenével foglalkozik, első lapszáma 1972 augusztusában jelent meg)
- Rockin’on Japan (havilap, japán zenével foglalkozik, első lapszáma 1986 októberében jelent meg)
- Cut (havilap, filmekkel foglalkozik, első lapszáma 1990 januárjában jelent meg)
- H (negyedévente jelenik meg, első lapszáma 1994 májusában jelent meg)
- Sight (negyedévente jelenik meg, első lapszáma 1999-ben jelent meg)
- Bridge (évente négyszer jelenik meg, japán zenével foglalkozik, első lapszáma 1994 februárjában jelent meg)
- Buzz (korábban havilap, jelenleg a Rockin’on melléklete, első lapszáma 1997 májusában jelent meg)
- Comic H (megszűnt, mangamagazin, első lapszáma 2000-ben jelent meg)

## Rendezvények
- Rock in Japan Festival, rockfesztivál, melyet 2000 óta minden év augusztusában rendeznek meg
- Countdown Japan, könnyűzenei fesztivál, melyet 2003 óta minden év utolsó három vagy négy napján rendeznek meg
- Japan Jam, könnyűzenei fesztivál, melyet 2010 óta minden év májusában rendeznek meg
- Manpaku, étel- és italfesztivál